# جوديث ميلر
جوديث ميلر (بالإنجليزية: Judith Miller)‏ (و. 1948 – م) هي مراسلة عسكرية، وصحفية، وكاتبة من الولايات المتحدة الأمريكية ولدت في مدينة نيويورك.

## التعليم
تعلمت في جامعة ولاية أوهايو.

## روابط خارجية
- جوديث ميلر على موقع IMDb (الإنجليزية)
- جوديث ميلر على موقع الموسوعة البريطانية (الإنجليزية)
- جوديث ميلر على موقع إن إن دي بي (الإنجليزية)
- جوديث ميلر على موقع قاعدة بيانات الفيلم (الإنجليزية)